# Casa de Altamira
A Casa de Altamira foi uma casa nobiliárquica galega, alinhada à família dos Moscoso. Tinham a casa mãe nas Torres de Altamira, no atual concelho de Brión.
Os Moscosos eram uma família de fidalgos compostelanos do século XIV, que com Roi Sánchez de Moscoso se converteram em senhores de Altamira, e depois com Lope Sánchez de Moscoso (1468-1504) em Condes de Altamira.